# カジー風間
カジー 風間（カジー かざま）は、日本のAV監督。
ニューカジー風間へ名を改めている。

## 代表作
- 「超高級美少女レズソープ嬢」シリーズ
- 「マジックミラー号逆ナンパ」シリーズ
- 「レズ奴隷」シリーズ
- 「スイカップ女子アナ」シリーズ
- 「マジックミラー号IN韓国」